# Зеленська Катерина Феофілактівна
Катерина Феофілактівна Зеленська (1885, Нехвороща Полтавської губернії, тепер Полтавського району Полтавської області — 23 жовтня 1973, Київ) — українська радянська діячка, заступник завідувач жіночого відділу ЦК КП(б)У. Кандидат у члени Організаційного бюро ЦК КП(б)У в листопаді 1927 — 1928? р. Обиралася членом Центрального виконавчого комітету Української СРР і СРСР.

## Біографія
Народилася в родині робітника у 1885 (за деякими даними — у березні 1886) р. Навчалася в сільській школі. Трудову діяльність розпочала підлітком. З 1897 по 1918 рік — кравчиня у приватних господарів в місті Харкові. Брала участь у революційному русі 1905—1907 років.
У 1918—1919 роках — секретар Союзу солдаток у місті Харкові. У 1919 році, під час окупації Харкова білогвардійськими військами генерала Денікіна, перебувала на підпільній роботі.
У 1919—1922 роках — завідувач районного відділу соціального забезпечення Основ'янського революційного комітету міста Харкова. Член РКП(б) з 1920 року.
З 1922 року — на партійній роботі: завідувач жіночого відділу Сумського окружного комітету КП(б)У. З 1923 року — завідувач жіночого відділу Червонозаводського районного партійного комітету КП(б)У міста Харкова. З квітня 1926 по 1928 рік — заступник завідувача Центрального відділу робітниць і селянок (жіночого відділу) ЦК КП(б)У.
З 1928 по червень 1930 року — голова виконавчого комітету Ніжинської окружної ради.
З 1930 по 1932 рік — голова виконавчого комітету Ніжинської районної ради.
Потім працювала завідувачем відділу виконавчого комітету Київської обласної ради, завідувачем приймальні голови Центрального виконавчого комітету Української СРР Григорія Петровського. У 1933—1937 роках — редактор журналу «Колгоспниця України».
У 1937 році була виключена із ВКП(б) «за втрату пильності у відношенні до ворогів народу». У 1938 році поновлена в партії.
З 1938 по липень 1941 року працювала у виконавчому комітеті Київської міської ради депутатів трудящих.
Під час німецько-радянської війни перебувала в евакуації в місті Сталінську (Новокузнецьку). У 1942—1944 роках — директор краєзнавчого музею міста Сталінська Кемеровської області РРФСР.
Після повернення до Києва, в 1944—1955 роках — заступник завідувача секретаріату голови Ради міністрів УРСР, на відповідальних посадах в Управлінні справами Ради міністрів Української РСР.
З листопада 1956 року — персональний пенсіонер республіканського значення в місті Києві. 
Померла 23 жовтня 1973 року в Києві.

## Нагороди
- орден Трудового Червоного Прапора
- медаль «За доблесну працю у Великій Вітчизняній війні 1941—1945 рр.»
- Почесна грамота Президії Верховної Ради Української РСР (25.03.1966)